# De pechvogel (Vrije Vlucht)
De pechvogel is een stripalbum dat voor het eerst werd uitgegeven in oktober 1992 met Serge Le Tendre als schrijver en Jean-Paul Dethorey als tekenaar en inkleurder. Deze uitgave werd uitgegeven door Dupuis in de collectie Vrije Vlucht.